# Іттлінген
Іттлінген (нім. Ittlingen) — громада в Німеччині, знаходиться в землі Баден-Вюртемберг. Підпорядковується адміністративному округу Штутгарт. Входить до складу району Гайльбронн.
Площа — 14,11 км2. Населення становить 2595 ос. (станом на 31 грудня 2020).